# Aimée Bianchi
Pour les articles homonymes, voir Bianchi et Ducruet.
Aimée Bianchi, née Émilie Ducruet le 27 juillet 1878 à Limoges et morte le 26 octobre 1951 à Versailles, est une sculptrice française du XXe siècle. 

## Biographie
Fille de Pierre Adolphe Ducruet, professeur au lycée de Limoges, et de Fanny Elisa Fletcher, son épouse, Émilie Ducruet naît à Limoges en 1878. En 1911, elle se marie à Paris avec le sculpteur Jean Bailleul. Le couple divorce en 1922.
Devenue sculptrice sous le nom d'Aimée Bianchi, elle s'établit 15, rue Hégésippe-Moreau. Elle expose entre 1922 et 1934 au Salon d'automne, à Paris. 
De 1934 à 1938, elle expose ses œuvres au Salon des indépendants, dont une Tête de bacchante et un Buste de M. R. L.... Bianchi a également sculpté à Montmartre.
Vers 1935, la sculptrice s'installe dans une ancienne closerie située à Fondettes, en Indre-et-Loire, résidence dans laquelle elle reçoit le compositeur et peintre Georges Migot durant les années 1940,.
Elle meurt en 1951 à Versailles.

## Œuvres
- Buste en bronze de Séverin-Mars, 1922 ;
- Buste de Jehan-Rictus, 1926[8] ;
- Masque en bronze de George Migot, 1932[9] ;
- Jehan-Rictus, statuette, 1935[10] ;
- Titan à la conquête du Ciel, statuette de Georges Migot, bronze, 1937[9] ;
- Buste de Georges Migot en grès, pièce exécutée en de ronde-bosse, 1930-1940 (47 × 39,5 × 28)[11],[12].